# Merlin (Familienname)
Merlin ist ein Familienname, der vor allem im französischsprachigen Raum vorkommt.

## Namensträger
- Alessandra Merlin (* 1975), italienische Skirennläuferin
- Alfred Merlin (1876–1965), französischer Archäologe
- André Merlin (Tennisspieler) (1911–1960), französischer Tennisspieler
- André Merlin (Unternehmer) (* 1942), französischer Industrieller
- Antoine Christophe Merlin (genannt Merlin de Thionville; 1762–1833), französischer Revolutionär und Staatsmann
- Aramis Merlin (* 1991), deutscher Schauspieler, Synchronsprecher, Stuntman, Webvideoproduzent und Opernsänger
- Arnaud Merlin (* 1963), französischer Musikjournalist
- Barbara Merlin (* 1972), italienische Skirennläuferin
- Christophe Antoine Merlin (1771–1839), französischer General
- Claudine Merlin (1929–2014), französische Filmeditorin
- Dino Merlin (* 1962), bosnischer Sänger und Produzent
- Émile Merlin (1875–1938), belgischer Mathematiker und Astronom
- Eugène Antoine François Merlin (1778–1854), französischer General
- Gerald Merlin (1884–1945), britischer Sportschütze
- Gérard Dantan-Merlin (* 1946), französischer Autorennfahrer
- Jan Merlin (1925–2019), US-amerikanischer Schauspieler und Drehbuchautor
- Jean Merlin (Zauberkünstler) (* 1944), französischer Zauberkünstler
- Jean-Claude Merlin (* 1954), französischer Astronom
- Jean-Joseph Merlin (1735–1803), belgischer Konstrukteur und Erfinder
- Joanna Merlin (1931–2023), US-amerikanische Schauspielerin und Schauspiellehrerin
- José Luis Merlin (* 1952), argentinischer Komponist und Gitarrist
- Kerstin Merlin (* 1978), deutsche Künstlerin
- Laurent Merlin (* 1984), französischer Fußballspieler
- Lina Merlin (1887–1979), italienische Widerstandskämpferin und Politikerin
- Martial Merlin (1860–1935), französischer Kolonialadministrator
- Philippe-Antoine Merlin (genannt Merlin de Douai; 1754–1838), französischer Revolutionär und Staatsmann
- Quentin Merlin (* 2002), französischer Fußballspieler
- Serge Merlin (1932–2019), französischer Filmschauspieler
- Shmuel Merlin (1910–1994), Anhänger des revisionistischen Zionismus von Zeev Jabotinsky
- Sidney Merlin (1856–1951), britischer Botaniker und Sportschütze
- Tina Merlin (1926–1991), italienische Journalistin
- Umberto Merlin (1885–1964), italienischer Politiker, Mitglied der Abgeordnetenkammer, Senator und Minister